# Planetstien (Fjerritslev)
 For alternative betydninger, se Planetstien. (Se også artikler, som begynder med Planetstien)
Fjerritslev planetsti begynder ved Naturcentret i Fjerritslev, hvor der står en model af solen. Planeterne finder man som perler på en snor, over en en strækning på ca. 6 km fra Fjerritslev til Kollerup. Stien viser solsystemet i størrelsesforholdet 1 til 1.000.000.000. Planeterne står på små sokler langs Brøndumvej og Kollerup Strandvej til havet.